# Six-step

O movimento six-step, um tipo de footwork ou downrock.

No break dance, o six-step ou CC-Long é a sequência básica de passos do footwork, onde o dançarino (breaker: B-boy e B-girl) na posição de caranguejo usa os braços para apoiar o corpo acima do solo, enquanto faz manobras com as pernas em círculo sobre o solo.
O 6-step é fundamental porque é a primeiro etapa que o dançarino costumam executar, sendo o movimento em torno do qual muitos conjuntos são estruturados, como movimentos de quebra que podem começar a partir do 6-step. 

## Características
O movimento define a direção da rotação e cria impulso enquanto transmite o controle do corpo. O executor fica abaixado em contato com o solo, o que o coloca em posição perfeita para realizar outros movimentos. Cada um dos seis passos distintos coloca o corpo em uma posição diferente que pode ser usada como ponto de partida para outros movimentos. Os passos 1/2 e 3/4 são mais frequentemente usados para lançar outros movimentos. Por outro lado, qualquer movimento que termine no chão pode ser transferido suavemente de volta para os 6 passos.

## História
Segundo Mr Wiggles, o six-step foi inventado por Shorty Rock da equipe Crazy Commanders, de onde deriva o nome CC-Long. Em geral, o seis-passos nasceu por volta de meados da década de 1970, da necessidade de codificar os passos realizados no chão pelos primeiros dançarinos. Mais tarde será usado como uma ferramenta no ensino do footwork nos cursos de break dance.

## Variações
Existem muitas variações das técnicas com membros de intertravamento, pequenas aletas, torções, embaralha, tweaks.
Das muitas variações de 6 passos, algumas têm um padrão definido e repetível, portanto, são reconhecidos como sequências de footwork por direito próprio. Os mais reconhecidos estão listados abaixo. Os dançarinos experimentadores geralmente inventam suas próprias sequências de footwork e casualmente se referem a elas como "suas 9 etapas", mas essas sequências não são amplamente reconhecidas. Além disso, alguns movimentos como o 2-step não relacionados ao 6-step, embora tenham nomenclatura semelhante.
5 passos: uma versão simplificada do 6-step. a diferença é que as duas etapas iniciais são mescladas em uma. O dançarino salta para o passo dois com a perna da frente ligeiramente mais estendida.
7-Passos: outra variação simples. Onde o primeiro passo é o mesmo, mas no segundo passo a perna esquerda passa por cima da direita. A partir daqui, a perna direita é chutada para a frente para uma posição na metade do terceiro passo do 6-step. A perna direita está dobrada para trás e você continua o quinto passo.
Head Step: variação em que o executante usa a cabeça como plataforma em vez das mãos.